# Pavel Novák (novinář)
Pavel Novák (* 14. srpna 1971 Praha) je český novinář a reportér, v letech 2000 až 2004 zahraniční zpravodaj Českého rozhlasu v Polsku, v letech 2008 až 2012 pak v Bruselu a od července 2023 v USA.

## Život
V letech 1990 až 1995 vystudoval právo na Právnické fakultě Univerzity Karlovy v Praze (získal titul Mgr.). V roce 1997 působil jako advokátní koncipient v Advokátní kanceláři Mgr. Jiří Karpíšek.
Později začal pracovat v Českém rozhlase, kde byl v letech 2000 až 2004 zahraničním zpravodajem v Polsku. Z tohoto jeho působení vznikla kniha Polský zápisník (2005). Mezi roky 2008 až 2012 byl zahraničním zpravodajem v Bruselu. Během svého působení v Bruselu se věnoval také belgickým, nizozemským a lucemburským tématům. Tematiku Evropské unie neopustil ani po návratu do ČR, spolu s kolegy připravuje na každou sobotu na ČRo Plus pořad Evropa Plus.
V letech 2013 až 2014 vedl redakci zahraničního zpravodajství Českého rozhlasu, od června 2014 je redaktorem zahraniční redakce. Od července 2023 se stal zahraničním zpravodajem Českého rozhlasu v USA, vystřídal tak Jana Kalibu.